# コンプリン

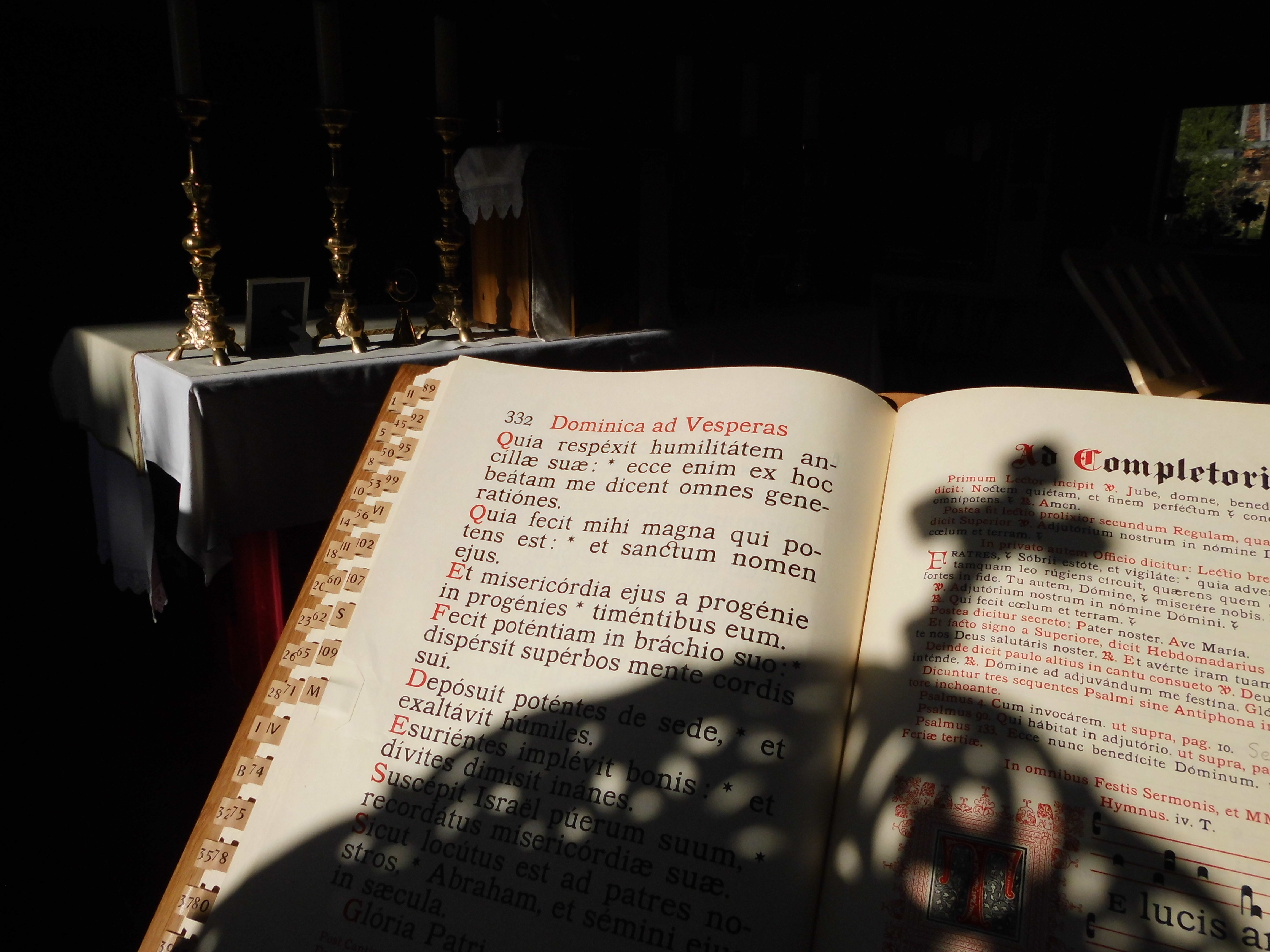
ドイツ・アイスベルゲン修道院の時祷書（ラテン語）

コンプリン（英語: Compline、ロシア語: Повечерие） は、教派により就寝前の祈り、寝る前の祈り、夜の祈りなどとも呼ばれ、キリスト教の伝統的聖務日課のうち、「夕の祈り」の次の、夜の就寝前の祈りである。英語の、コンプリン（Compline）はラテン語のコンプレトリウム（completorium）からで、目覚めた日の完了を意味する。
コンプリンの典礼は、カトリック教会、聖公会、ルーテル教会、東方諸教会、東方正教会、その他のキリスト教典礼の伝統の一部である。
西方教会では、コンプリンは精神的な平和を強調する瞑想的な日課である傾向がある。ほとんどの修道院では、就寝前の祈り後から「大黙祷」を始めるのが慣例となっており、その間、ゲストを含むコミュニティ全体が翌日の三時課（テルセ）後まで一晩中黙祷を守る。

## 参照項目
- 夕の祈り
- 聖務日課
- 時課